# Tanguy Ngombo
Tanguy Ngombo, né le 18 juillet 1989 à Brazzaville, dans la République du Congo, est un joueur congolais naturalisé qatari de basket-ball. Il évolue au poste d'ailier. Il est le premier joueur qatari à avoir été sélectionné lors d'une Draft de la NBA.

## Biographie
En 2005, Tanguy Ngombo, qui évolue dans l'équipe congolaise de l'Inter Club Brazzaville, est inscrit dans la liste composant l'effectif pour la Coupe d’Afrique des clubs champions comme étant né le 18 juillet 1984. Quelques années plus tard, il est indiqué qu'il est né en 1989 par la FIBA Asie pour la Coupe d'Asie des clubs champions 2010, la Coupe FIBA Asie 2010 et les Jeux asiatiques de 2010,,. Cependant, en 2011, la FIBA publie une information contradictoire en déclarant que l'année de naissance de Ngombo est 1984 dans l'effectif de l'équipe du Qatar participant au championnat d'Asie 2011.
Lors de la Draft 2011 de la NBA, il est sélectionné avec une date de naissance fixée en 1989. Après la draft, des reportages affirment qu'il a menti sur son nom et sa date de naissance et que Ngombo est né en 1984, ce qui le rend inéligible pour la draft,,,, les règles de la NBA établissant qu'un joueur non-américain qui a plus de 22 ans ne peut être éligible lors d'une draft et qu'il doit être signé en tant qu'agent libre. Quatre jours après la draft, les Trail Blazers de Portland qui avaient acquis les droits sur Ngombo auprès des Mavericks de Dallas, annoncent qu'ils finalisent son transfert vers les Timberwolves du Minnesota, ce qui signifie que la NBA a approuvé l'éligibilité de Ngombo pour la draft.